# August Friedrich Schwarz
August Friedrich Schwarz (* 21. Juni 1852 in Nürnberg; † 6. Dezember 1915 ebenda) war ein deutscher Botaniker.

## Leben
Er wurde als Sohn von Konrad Schwarz (1817–1895) geboren. Auf dem Realgymnasium Nürnberg gründete er bereits zusammen mit Schülern einen „Botanischen Verein“. Später studierte er auf der Tierarzneischule München. Er diente zuerst ein Jahr als Freiwilliger, später ein weiteres Jahr als Veterinärarzt. Am 26. Juni 1914 schied Schwarz aus der Armee aus. Er wurde dann aber aufgrund des Ersten Weltkrieges wieder reaktiviert.

## Leistungen
Schwarz hat sich neben der Heimatgeschichte und Geologie, vor allem mit der Veterinärmedizin und der Floristik beschäftigt.

## Werke
- Giftpflanzen, Heilpflanzen, Nährpflanzen: Bilder aus der heimischen Pflanzenwelt, 3 Bände, Fürth : Löwensohn, 1900
- Phanerogamen- und Gefäßkryptogamenflora der Umgegend von Nürnberg-Erlangen, Verlag U. E. Sebald 1897, Neuauflage: Nabu Press, 2010